# Chris Kiwomya
Christopher Mark Kiwomya, couramment appelé Chris Kimomya, est un footballeur puis entraîneur anglais, né le 2 décembre 1969, à Huddersfield. Évoluant comme attaquant, il est principalement connu pour ses saisons à Ipswich Town, Arsenal et QPR.
Il a été sélectionné en Angleterre espoirs et est devenu entraîneur de Notts County.

## Biographie

### Carrière en club
D'origine ougandaise, il naît à Huddersfield en Angleterre puis est formé à Ipswich Town. Il est le meilleur buteur du club lors de la saison 1991-92 et reçoit à cette époque des sélections avec l'équipe d'Angleterre espoirs ce qui l'empêche par la suite de jouer pour l'Ouganda.
Il est engagé par Arsenal en février 1995, pour un transfert d'un montant de 1,25 million de £. Il est l'une des dernières signatures du manager George Graham, avec John Hartson. Le renvoi de George Graham, remplacé par Stewart Houston en intérim puis par Bruce Rioch, ne lui permet pas de s'imposer dans le club, d'autant plus avec l'arrivée de Dennis Bergkamp. Il jouera tout de même avec le club londonien les quarts (contre l'AJ Auxerre) et demi-finales (contre la Sampdoria) de la Coupe d'Europe des vainqueurs de coupe 1995-95 où Arsenal ira jusqu'en finale, perdue contre le Real Saragosse, pendant laquelle Kiwomya restera sur le banc sans entrer en jeu.
Il enchaîne alors deux prêts, tout d'abord au Havre, puis pour le club malaisien de Selangor FA, avant de s'engager pour QPR où il connaît trois bonnes saisons.
Il finit sa carrière en jouant pour le club danois d'Aalborg, puis en enchaînant deux essais non concluants pour Grimsby Town et Sheffield United.
Il commence sa carrière d'entraîneur en prenant en charge l'équipe réserve de son club formateur, Ipswich Town. Il prend ensuite en charge l'équipe de Notts County le 3 février 2013 à la suite du renvoi de Keith Curle, tout d'abord en intérim, puis en étant nommé de manière définitive le 23 février 2013. Il quitte Notts County le 27 octobre 2013.
Il est le frère d'Andy Kiwomya (en) et l'oncle d'Alex Kiwomya (en), tous deux footballeurs professionnels.